# Carbonia-Iglesias
A província de Carbonia-Iglesias foi, entre 2005 e 2016,  uma província italiana da região de Sardenha com cerca de 138 993 habitantes, densidade de 79,85 hab/km². Foi dividido em 23 comunas, sendo a capital Carbonia e Iglesias.
A província foi instituída a 12 de Julho de 2001 pela lei regional nº 9 com as seguintes comunas: Buggerru, Calasetta, Carbonia, Carloforte, Domusnovas, Fluminimaggiore, Giba, Gonnesa, Iglesias, Masainas, Musei, Narcao, Nuxis, Perdaxius, Piscinas, Portoscuso, San Giovanni Suergiu, Santadi, Sant'Anna Arresi, Sant'Antioco, Teulada, Tratalias, Villamassargia, Villaperuccio.
Pela lei regional nº 10 de 13 de Outubro de 2003, a comuna de Teulada foi transferida para a província de Cagliari.
Pela lei regional n. 2 de 4 de fevereiro de 2016, a província foi fusionada com a província de Medio Campidano e 54 comunas da província de Cagliari criando a província de Sardenha do Sul.